# Calyptotis lepidorostrum
Espèce
Calyptotis lepidorostrum est une espèce de sauriens de la famille des Scincidae.

## Répartition
Cette espèce est endémique du Queensland en Australie.

## Description
Calyptotis lepidorostrum mesure jusqu'à 55 mm auxquels s'ajoutent une queue mesurant au maximum 69 mm.

## Étymologie
Son nom d'espèce, du grec ancien λεπίς, lepís, « écaille », et du latin rostrum, « museau », lui a été donné en référence à présence d'écailles préfrontales distinctes par opposition à l'espèce apparentée Calyptotis scutirostrum qui en est dépourvue.

## Publication originale
- Greer, 1983 : The Australian scincid lizard genus Calyptotis de Vis: resurrection of the name, description of four new species, and discussion of relationships. Records Of The Australian Museum, vol. 35, no 1, p. 29-59 (texte intégral).